# Circle Mirror Transformation
Circle Mirror Transformation è un'opera teatrale della drammaturga statunitense Annie Baker, rappresentata in prima assoluta a New York nel 2009.

## Trama
Shirley, Vermont. Marty, un'insegnante di recitazione, tiene delle classi di recitazione e improvvisazione per adulti. I suoi studenti sono Schultz, un falegname appena divorziato, Lauren, una timida liceale, Teresa, un'ex attrice, e James, il marito di Marty. Marty guida il gruppo attraverso una serie di esercizi teatrali, in cui i sentimenti e le tensioni tra i personaggi emergono e si rafforzano, aiutati e nascosti dalla finzione scenica. Un amore sboccia all'interno del gruppo, ma sfiorisce altrettanto velocemente. In un esercizio finale, Lauren e Schultz fingono di incontrarsi dieci anni dopo l'esperienza con Marty e rivivere insieme il ricordo dell'esperienza attoriale.

## Produzioni
Circle Mirror Transformation debuttò al Playwrights Horizons dell'Off Broadway il 13 ottobre 2009 e rimase in scena fino al 31 gennaio 2010. Sam Gold curava la regia ed il cast era composto da: Reed Birney (Schultz),  Tracee Chimo (Lauren), Peter Friedman (James), Deirdre O'Connell (Marty) e Heidi Schreck (Teresa). La pièce vinse l'Obie Award alla migliore nuova opera teatrale americana e tutto il cast vinse uno speciale Drama Desk Award per le loro interpretazioni.
Il debutto europeo avvenne al Royal Court Theatre di Londra dal 5 luglio al 3 agosto 2013, con la regia di James Macdonald e Toby Jones (Schultz), Imelda Staunton (Marty), Shannon Tarbet (Lauren), Danny Webb (James) e Fenella Woolgar (Teresa) nel cast.